# قرار مجلس الأمن التابع للأمم المتحدة رقم 760
قرار مجلس الأمن التابع للأمم المتحدة رقم 760، المعتمد بالإجماع في 18 يونيو 1992، وبعد أن أعاد المجلس تأكيد القرارات 752 (1992) و757 (1992) و758 (1992) التي وجهت الانتباه إلى ضرورة تقديم المساعدة الإنسانية في يوغوسلافيا السابقة، قام المجلس، متصرفا بموجب الفصل السابع من ميثاق الأمم المتحدة، بإعفاء السلع الإنسانية مثل الغذاء والمساعدة الطبية من أشكال الحظر المنصوص عليها في القرار 757.

## وصلات خارجية
- نص القرار في undocs.org